# Девід Лов
Девід Лов (англ. David Alexander Cecil Low; нар. 7 квітня 1891 — пом. 19 вересня 1963) — політичний карикатурист, який жив і працював в Великій Британії майже все життя. Набув популярності за карикатури на Гітлера, Муссоліні, Сталіна та інших політиків, а також громадських діячів того часу.

## Біографія
Народився у Новій Зеландії.

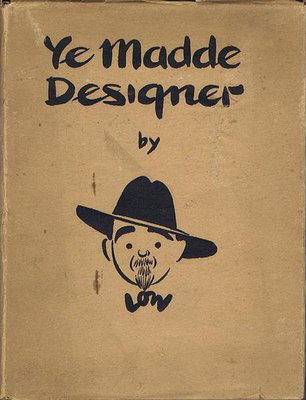
Ye Madde Designer, 1935

Переїхав до Сіднея у 1911 році, а у 1919 році до Лондона.
Його перша робота була опублікована, коли йому було всього 11 років. Його професійна кар'єра почалася в Кентербері Таймс в 1910 році (ще в Новій Зеландії).
Наступного року він переїхав до Австралії і працював у газеті «The Bulletin».
Переїхавщи до Лондона, він працює в «Лондонській Зірці», працює він на цій роботі до 1927 року, коли він переходить до газети «Evening Standard». Там він створив свою найвідомішу роботу, хроніку підйому фашизму в 1930-і роки, політика умиротворення, і конфлікт Другої світової війни. Його уїдливі зображення Гітлера і Муссоліні призвели до того, що його роботи заборонили в Італії та Німеччині, і що він був занесений до Чорної книги.